# Prokleto pleme
Prokleto pleme je 4. epizoda strip edicije Marti Misterija. Premijerno je objavljena 01.07.1982. pod nazivom La stripe maladetta za izdavačku kuću Boneli (Italija). Imala je 64 strane. Cena je bila 700 lira ($0,51; 1,25 DEM). Epizodu je nacrtao Franko Binjoti, a scenario napisao Alfredo Kasteli. Naslovnu stranu nacrtao je Đankarlo Alesandrini.

## Izdanje u Srbiji
U Srbiji, deo tadašnje SFRJ, ova epizoda je objavljena prvi put 1983. godine kao vanredno izdanje Lunov magnus stripa u dva dela u izdanju Dnevnika iz Novog Sada. Cena sveske bila je 60 dinara (1,55 DEM; 0,58 $).

## Kratak sadržaj
Nepoznata osoba ubija u etrurskim ruševinama Viterba. Ubeđen je da predstavlja reinkarnaciju istoimenog boga Etruraca, Tarhija.

## Reprize epizode u Srbiji
U Srbiji je ova epizoda reprizirana u knjizi #1 kolekcionarske edicije Biblioteka Marti Mistrija koju je objavio Veseli četvrtak, 31.10.2013.

## Prethodna i naredna sveska vanrednog izdanja LMS
Prethodna sveska nosila je naziv Operacija Arka (#3), a naredna Kuća na granici sveta (#5).